# テレビ朝日土曜8時枠の連続ドラマ
テレビ朝日土曜8時枠の連続ドラマ（テレビあさひどようはちじわくのれんぞくどらま）は、過去6期に渡ってテレビ朝日（当時：NET）系列の土曜20時台（JST。それ以外の時も有り）に放送されたテレビドラマの枠である。
なおここで紹介するのは、1959年から1976年までに放送された海外作品・現代劇・特撮番組のみとし、中断中および後継の時代劇に関しては
また現代劇でも、1999年春以降の作品は
更にかつてこの枠で放送されたテレビアニメに関しては、

## 歴史
- 当初は名作『ローハイド』を筆頭とした海外作品を放送、後に現代劇へと代わり、フジテレビ系列の『東芝土曜劇場』、日本テレビ系列のドラマ路線などと張り合っていたが、アニメ『レインボー戦隊ロビン』設置のため中断、やがて枠が1時間に統一後は時代劇を放送開始した。
- 時代劇が中断（厳密には木曜22:00に移動）後、現代劇が木曜20:00から移動する形で復活、しかしこの時期は、TBS系列の『8時だョ!全員集合』の急上昇で人気は急降下、フジテレビのドラマ路線などと低位置を争っていた。
- そこでNETは、直前の19:30枠で毎日放送・東映制作の特撮番組『仮面ライダー』が人気を上げているのに目を付け、その視聴者をスライドさせるべく、ドラマ枠を20:30までに短縮し、東映制作の特撮番組『人造人間キカイダー』を開始、更に開いた20:30枠にはアニメ『デビルマン』を開始して、『全員集合』に対抗しようとした。結果は『全員集合』には太刀打ち出来なかったものの、今まで以上の視聴率を上げ、その後ドラマ路線は『キカイダー01』、アニメ路線は『ミクロイドS』→『キューティーハニー』をそれぞれ放送、いずれも好評だった。
- だが、再び1時間枠統一後は人気は低下し、現代劇路線は1975年3月29日終了の『天まであがれ』をもって、金曜21:00へ移動というかたちで終了（『天まであがれ』制作の東宝は水曜21:00の時代劇路線へ）、その後は、NHKを退社してまもない宮田輝司会の『宮田輝の日本縦断 ふるさと』を放送した後、久々の海外作品『刑事バレッタ』を放送、終了後は定時番組は置かず、プロ野球中継か単発特番を放送して、1976年10月から時代劇を再開する。
- その後1999年4月に時代劇を木曜19時に移動させ、同枠としては24年ぶりとなる現代劇路線のサタデードラマを開始するが、1年で深夜23時台（土曜ナイトドラマ）に移設。20時台のドラマ枠としては2000年3月で廃止され、現在はバラエティー番組が充てられている。

## 作品リスト
▲マークは海外作品。

### 第1期
- ローハイド（1959年12月 - 1960年5月）▲ - これのみ20:00 - 20:45。

### 第2期
- 指名手配 - ここから20:00 - 20:30。
- 幸福さんこんにちは - ここまで20:00 - 20:30。

### 第3期
- 銀行9時劇場（1962年12月 - 1963年3月） - ここから20:00 - 20:56。
- 断崖（1963年4月 - 5月）
- 愛に向って起つ
- 慎太郎シリーズ

### 第4期
- 空想科学劇場 アウターリミッツ（1964年2月8日 - 9月12日）▲
- 地上最大ショー▲
- 風来物語（1964年11月28日 - 1965年5月22日）
- 乗っていたのは27人（1965年5月29日 - 11月13日）
- 黄色い風土（1965年11月20日 - 1966年4月16日）

### 第5期
- ターゲットメン（1971年10月9日 - 1972年1月1日）
- 冠婚葬祭屋（1972年1月8日 - 4月1日）
- うなぎのぼり鯉のぼり（1972年4月8日 - 7月1日） - ここまで20:00 - 20:56。
- 人造人間キカイダー（1972年7月8日 - 1973年5月5日） - これより20:00 - 20:30。
- キカイダー01（1973年5月12日 - 1974年3月30日） - ここまで20:00 - 20:30。
- めしはまだか!（1974年4月6日 - 9月28日） - ここから20:00 - 20:55。
- 天まであがれ（1974年10月5日 - 1975年3月29日）

### 第6期
- 刑事バレッタ（第1シリーズ）（1976年1月17日 - 5月8日）▲

## 参考・『土曜時代劇』までのつなぎ番組
参考までに、『土曜時代劇』が開始するまでの番組を紹介する。なお放送枠は特例を除き、20:00 - 20:54。また枠変動などに関する記載された番組は関東地区のもの。
- 5月22日・7月24日・8月28日：プロ野球中継（19:00 - 20:54で、19:00の『三枝の大マジメ!?結婚ゲーム』と19:30の『秘密戦隊ゴレンジャー』は休止）
  - 7月17日：オールスターゲーム・第1戦（18:30 - 20:54で、18:30の『ANNニュースレーダー』と18:50の『首都圏ニュース』はそれぞれ30分繰上げ、18:00の『超電磁ロボ コン・バトラーV』は『結婚ゲーム』『ゴレンジャー』と共に休止）
- 5月15日：戦え!ぼくらのヒーロー大集合（ゴレンジャー、ロボコンなどが出演）
- 5月29日：衝撃ドキュメント・発見!原始人の謎
- 6月5日：衝撃ドキュメント・戦慄ハンティング
- 6月12日：日本侠客伝・浪花編（1965年東映作品。19:00 - 20:54。なおこの日はプロ野球中継の予定だったが、雨天中止になった）
- 6月19日：衝撃ドキュメント・壮絶!危険にいどむ男
- 6月26日：格闘技世界一決定戦（同日の13:00 - 14:55で生放送された「アントニオ猪木対モハメド・アリ」戦の録画ほか。19:30 - 21:21）
- 7月3日：サイボーグ009（1966年東映動画作品）
- 7月10日：名犬・珍犬映画大特集（『スヌーピーの大冒険』『名犬リンチンチン』『ベンジー』。解説：淀川長治）
- 7月31日：チビッ子祭り!正義のヒーロー総出演（ゴレンジャー、ロボコン、カゲスター、ビビューン、コン・バトラーV、一休さんが出演。司会は水木一郎・ささきいさお・堀江美都子）
- 8月7日：衝撃ドキュメント・残酷!必殺格闘技
- 8月14日：サイボーグ009怪獣戦争（1967年東映動画作品）
- 8月26日：怪奇スペシャル・恐怖!ヘビ軍団大逆襲
- 9月4日・9月11日：スター大挑戦!奇想天外スポーツ大賞
- 9月18日：衝撃ドキュメント・恐怖にいどむ仕事人
- 9月25日：テレビ人気者大集合!!（ゴレンジャー、ロボコン、キョーダインらのほか、ささきいさお、大杉久美子らも出演）
- 10月2日：栄光の歌声!司会で勝負大合戦!!
- 10月9日：プロボクシング中継・世界ジュニアフェザー級タイトルマッチ「リゴベルト・リアスコVSロイヤル小林」（19:30 - 20:54）

おおむね、ドキュメント物や特撮ヒーローショーなどが多かったが、伝説のタイトルマッチ「猪木対アリ」もこの時期行われていた。

## 参考資料
- キー局番組編成変遷表
- 毎日新聞・ラテ欄（「参考」のみ）